# Ion Dolănescu

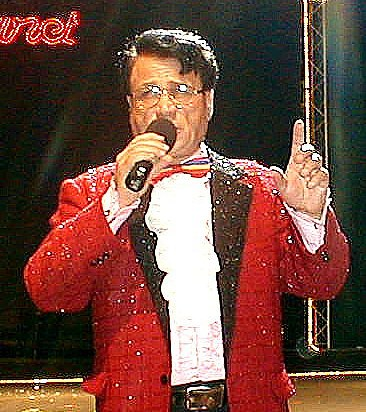
Ion Dolănescu

Ion Dolănescu (Perșinari (District Dâmbovița), 25 januari 1944 — Boekarest, 19 maart 2009) was een Roemeens zanger en politicus. Dolănescu was een populaire zanger en was sinds 2000 lid van de Kamer van Afgevaardigden voor de Groot-Roemenië Partij, waarin hij lid was van de commissie cultuur.
Ion Dolănescu overleed op 65-jarige leeftijd aan een hartaanval.

## Liederen
- M-am născut lângă Carpați
- Gorjule, grădină dulce
- De când sunt pe-acest pământ
- Mândro, când ne iubeam noi
- Să-mi trăiască nevestica
- Neuitata mea, Maria
- Au, lele, vino-ncoa (met Maria Ciobanu)
- Face-m-aș privighetoare (met Maria Ciobanu)
- Pe sub dealul cu izvorul (met Maria Ciobanu)